# دلقک تاجدار
دلقک تاجدار (کره‌ای: 왕이 된 남자; هانجا: 王이 된 男子؛ ترجمه: مردی که پادشاه شد) یک مجموعه تلویزیونی کره جنوبی در سال ۲۰۱۹ با بازی یو جین گو، کیم سانگ-کیونگ و لی سه یونگ است. این مجموعه بازسازی فیلم مبدل‌پوش است؛ سریال بر داستان پادشاه (گوانگ‌هیگون) از سلسله چوسان و بدل او متمرکز است، دلقکی که او با ناامیدی بر تخت سلطنت می‌نشاند تا از درگیری‌های وحشتناکی که دربار و خانواده سلطنتی را درگیر کرده‌است فرار کند. این سریال از ۷ ژانویه ۲۰۱۹ تا ۴ مارس ۲۰۱۹ از شبکه تی‌وی‌اِن پخش شد.

## خلاصهٔ داستان
داستان در اواسط دوره چوسان اتفاق می‌افتد، زمانی که ناآرامی‌ها و نزاع‌های قدرت پیرامون تاج و تخت به سطوح بسیار ویرانگری رسیده بود. پادشاه برای فرار از کسانی که قصد ترور او را دارند، یک دلقک را که دقیقاً شبیه خود اوست بر تخت می‌نشاند. همان‌طور که دلقک در نقش خود قرار می‌گیرد، پادشاه کشته می‌شود، همراهان پادشاه نیز با این اتفاق تصمیم می‌گیرند کشوری که همیشه آرزوی آن را داشتند، بسازند و خوشحال می‌شوند که «پادشاه» سرانجام به فرمانروایی که همیشه می‌خواستند تبدیل شود.

## بازیگران

### اصلی
- یو جین گو در نقش ‌ها سئون، دلقک/ پادشاه گوانگ‌هیگون[۷]
- کیم سانگ-کیونگ در نقش یی کیو (معروف به هاکسان)، منشی ارشد سلطنتی (도승지, doseungji)[۸]
- لی سه یونگ در نقش یو سو وون، ملکهٔ یو[۹]

## تولید
اولین فیلمنامه خوانی در ۸ اکتبر ۲۰۱۸ در منطقه سانگام دونگ، شهر سئول انجام شد.

## جوایز و نامزدی‌ها
| سال  | جوایز                            | دسته‌بندی                   | گیرنده         | نتیجه    | منابع  |
| ---- | -------------------------------- | -------------------------- | -------------- | -------- | ------ |
| ۲۰۱۹ | پنجاه و پنجمین جوایز هنری بکسانگ | بهترین بازیگر مرد          | یو جین گو      | نامزدشده | [ ۱۱ ] |
| ۲۰۱۹ | پنجاه و پنجمین جوایز هنری بکسانگ | بهترین بازیگر نقش مکمل مرد | کیم سانگ-کیونگ | نامزدشده | [ ۱۱ ] |
| ۲۰۱۹ | دوازدهمین دوره جوایز درام کره    | جایزه برتری، بازیگر زن     | لی سه یونگ     | برنده    | [ ۱۲ ] |